# Orchestra Sinfonica di Stato dell'Azerbaigian
L'Orchestra Sinfonica di Stato dell'Azerbaigian Hacıbəyov (Azero: Hacıbəyov adına Azərbaycan Dövlət Simfonik Orkestri) fu formata nel 1920 come una delle prime orchestre dell'Unione Sovietica, su richiesta del compositore Üzeyir Hacıbəyov da cui prese il nome in seguito. È affiliata con la Società filarmonica statale dell'Azerbaigian.
Compositori come Rhené-Baton e Otto Klemperer sono stati invitati dall'estero a collaborare alla creazione e alla formazione del corpo dell'orchestra. Dal 1938 al 1984, il nipote di Hajibeyov Niyazi diresse l'orchestra. Dopo la sua morte, la direzione è stata affidata all'Artista del popolo dell'Azerbaigian, professor Rauf Abdullayev. L'orchestra ha fatto tournée in diversi paesi tra cui Stati Uniti, the Regno Unito, Francia, Germania, Svizzera, Italia, Turchia e Egitto.

## Direttori principali
- Üzeyir Hacıbəyov (1920–1938)
- Niyazi Hajibeyov (1938–1984)
- Rauf Abdullayev (1984– )